# کمپاب منطقه‌ای مغان
کمپاب منطقه‌ای مغان یک منطقهٔ مسکونی در ایران است که در دهستان اصلاندوز واقع شده‌است. کمپاب منطقه‌ای مغان ۳۴۷ نفر جمعیت دارد.